# ゆれてる私
「ゆれてる私」（ゆれてるわたし）は、1975年11月にリリースされた桜田淳子の13枚目のシングルである。

## 収録曲
- 全曲作詞：阿久悠／作曲：森田公一／編曲：竜崎孝路

1. ゆれてる私
2. あなたが恋しい